# Dichotomius inachus
Dichotomius inachus är en skalbaggsart som beskrevs av Wilhelm Ferdinand Erichson 1847. Dichotomius inachus ingår i släktet Dichotomius och familjen bladhorningar. Inga underarter finns listade i Catalogue of Life.